# ビーグル2号
ビーグル2号 (Beagle 2) は、欧州宇宙機関 (ESA) の2003年のマーズ・エクスプレスの一環として行われたが、失敗したイギリスの火星ランダーである。ビーグル2号への全ての通信手段は大気圏突入が予定された6日前のマーズ・エクスプレスとの分離の際に失われた。ビーグル2号という名前は、チャールズ・ダーウィンの2度の航海に使われたビーグル号に由来している。

## 背景
ビーグル2号は、オープン大学のコリン・ピリンジャーがレスター大学と協力して推進した。
その目的は、過去または現在の火星の生命の兆候を探すことで、その名前は、ピリンジャー教授が説明するところの次のようなゴールを反映している。
"ビーグル号は、1830年代にダーウィンが世界中を航海する際に使った船であり、我々の生物の進化の知識に革命的な飛躍をもたらした。我々は、ビーグル2号が火星の生命について同じ役割を果たしてほしいと思っている。"
火星の古代の高原と北の平原の境にある大きな沈積盆地内部のイシディス平原内の北緯10.6度、西経270度の地点が着陸地点として選ばれた。ランダーは、180日間の稼働が期待され、さらに1火星年（687地球日）に渡って追加のミッションを行うことが可能だと考えられた。ビーグル2号の目的は、着陸地点の地質学、鉱物学、土壌化学、酸化状態、大気や土壌表層の物理特性の測定と、火星の気象のデータの取得、生命の痕跡の探索であった。
ピリンジャーは、ビーグル2号の設計と製造のためにコンソーシアムを結成した。その主要メンバーと初期の役割は次のとおりである。
- オープン大学 - コンソーシアムのとりまとめと科学実験
- レスター大学 - プロジェクト管理、ミッション管理、運航管理、機器管理、科学実験
- EADS アストリアム - 主要機器製造
- マーチン・ベーカー - 大気圏突入、降下、着陸システム
- ロジカ - 航行、大気圏突入、降下、着陸システム
- SciSys - 地上部分、ランダーソフトウェア
- アベリストウィス大学 - ロボットアーム

2000年、主要部分の開発がスタートし、EADS アストリアムがプログラム管理を引き継ぎ、レスター大学は打上げ後の管理や運用管理センターの運営を含むミッション管理を引き受けた。
プロジェクトを宣伝し、金銭的支援を獲得するため、設計者はイギリスの芸術家からの承認と参加を求めた。ミッションのコールサインはロックバンドのブラーによって作曲され、着陸後のビーグル2号搭載のカメラと分光計の校正に用いられる標的プレートは、現代美術家のダミアン・ハーストによって描かれた。
ランダー運用管理センター (LOCC) は、レスターのナショナル・スペース・センターに置かれ、ここで宇宙船が制御され、センターを訪れた公衆も見ることができる。運用管理センターには、ビーグル2号を制御する管理システムや遠隔操作のための分析ツール、活動の順序を決めるための仮想現実ツール、通信システム、地上試験モデル (GTM) 等がある。GTMは、ビーグル2号のいくつかの構成部品と一通りの電子部品からできている。GTMは、機体技術とソフトウェアの正当性を立証し、着陸動作を事前に繰り返し練習するために、ほぼ休みなく利用された。

## 宇宙船とシステム
ビーグル2号には、着陸後に使われるペイロード・アジャスタブル・ワークベンチ (PAW) というロボットアームが取り付けられている。PAWは、1対のステレオカメラ、6μmの解像度の顕微鏡、メスバウアー分光計、X線分光計、岩石サンプルを収集するドリル、スポットランプが備えられている。岩石サンプルはその後、ランダーの本体にある質量分析器とガスクロマトグラフィーにかけられ、炭素の同位体の組成が分析される。炭素は全ての生命の基礎であると考えられているため、これによりサンプルの中に生命の痕跡が残されているかが分かる。
さらに、ビーグル2号は小さな「モグラ」(Planetary Undersurface Tool, PLUTO) が備えられ、ロボットアームによって展開された。PLUTOは圧縮されたバネの機構を持ち、火星の20mm/sで動いて穴を掘り、頂上の空洞に地下のサンプルを集めることができる。ランダーにケーブルで繋がれており、これによりサンプルをランダーに回収することができる。
ランダーは、直径1m、深さ0.25mの浅いボウルのような形をしている。ランダーのカバーは蝶番で繋がれており、折り畳まれるように開いて、内部に収められたUHFアンテナ、長さ0.75mのロボットアーム、科学実験機器等が露出する。船体には、他にバッテリーや通信装置、電子装置、プロセッサ、ヒーター、その他放射線センサーや酸素センサー等のペイロード機器が入っている。蓋部分には、円盤形の4つの太陽電池が付いている。ランダーの荷物は、打上げ時の質量は69kgであるが、着陸時は33.2kgである。
地上部分は、SCOS2000として知られるESAのソフトウェアカーネルで動いている。低コストを実現するため、制御用のソフトウェアは初めてラップトップコンピュータで動かすこととされた。

## ミッション
マーズ・エクスプレスは、2003年6月2日17時45分 (UTC) にバイコヌール宇宙基地から打ち上げられた。ビーグル2号は、マーズ・エクスプレスのオービタの頂部デッキに取り付けられた。2003年12月19日8時31分 (UTC)、火星へ向けた弾道軌道飛行の途中でビーグル2号は放出された。ビーグル2号は放出後、惰性で6日間進み、12月25日朝に2万km/h以上の速度で火星の大気圏に突入する予定であった。ランダーは、EADSが開発した剥離素材であるNORCOATで覆われたヒートシールドで突入時の熱から保護された。火星の大気による圧縮と熱いガスからの放射は、最高でマーズ・パスファインダーが経験した熱流束に匹敵する約100W/cm2の加熱率になると推定された。
火星の大気によって減速された後、パラシュートが開き、さらに200m上空で大きなエアバッグが膨らみ、着陸時の衝撃を和らげる。着陸は、12月25日2時45分 (UTC) 頃を予定されていた。着陸後、エアバッグはしぼみ、ランダーの上部が開き、翌朝、ビーグル2号が着陸に成功し、最初の夜を越せたことを確認するために、マーズ・エクスプレスに向けて信号が発信されるはずであった。その後、ステレオカメラで着陸地点のパノラマ画像が撮影され、ロボットアームが伸ばされ、アームはサンプルを収集し、「モグラ」がランダーの周囲約3mを動いて岩の下の分析用サンプルを収集することとなっていた。
イギリス政府は、ビーグル2号に2200万ポンド以上の予算を費やし、合計4400万ポンドの残りの費用は民間から集めた。

## ミッションの進行
ビーグル2号は、成功裏にマーズ・エクスプレスから放出されたが、着陸成功の信号は送られて来なかった。この信号は、2003年12月25日、ビーグル2号が2001年に打ち上げられ軌道上にあったアメリカ航空宇宙局 (NASA) の2001マーズ・オデッセイとの交信に成功した時に発されるはずであった。翌日から、ジョドレルバンク天文台はビーグル2号からの信号を捉えられなくなった。
2004年1月から2月にかけて、マーズ・エクスプレスでビーグル2号と交信を試みる努力が続けられた。2004年1月7日に最初の試みが行われたが、失敗に終わった。ビーグル2号は、マーズ・エクスプレスが頭上を飛ぶ位置に来るように予めプログラムされていたため、1月12日には一時、通信の期待が持たれ、また2月2日には自動通信のバックアップモードに切り替わることとなっていた。しかし、ビーグル2号との通信は一度も確立されなかった。2004年2月6日には、ビーグル2号の運営委員会からビーグル2号の喪失が宣言された。2月11日には、ESAが、ビーグル2号の失敗についての審問を開くことを発表した。
火星ミッションの失敗は珍しいものではない。2010年時点で、38回の打上げが試みられているが、そのうち成功したのは半分の19回である。詳細は、火星探査を参照のこと。なおビーグル2号のミッションは失敗に終わったが、ビーグル2号を火星に運んだマーズ・エクスプレス・オービター自体は成功であった。

## 捜索

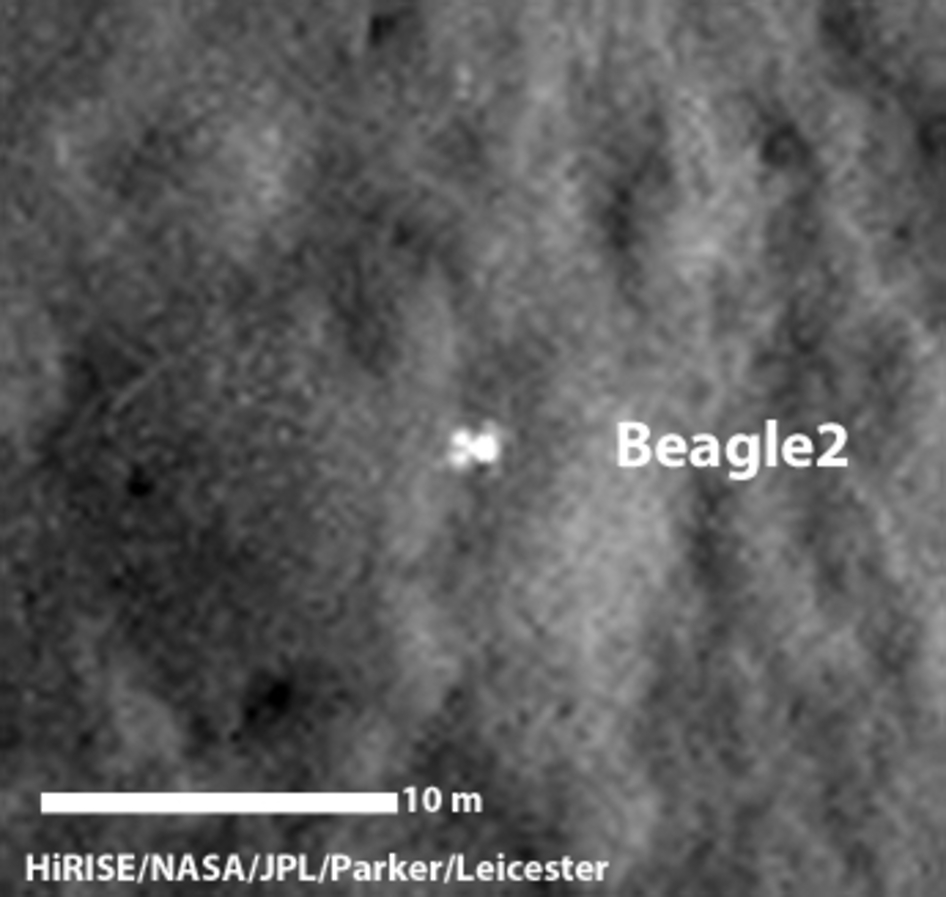
MROが発見したビーグル2号

2005年12月20日、ピリンジャーは、ビーグル2号が着陸地点のイシディス平原のクレーターに落ち込んでいることを示唆するマーズ・グローバル・サーベイヤーの画像を公開し、この不鮮明な画像の中で、黒い斑点が最初の衝突地点であり、ビーグル2号はしぼんだエアバッグで取り囲まれており、太陽電池は開かれている様子が写っていると主張した。しかし、マーズ・リコネッサンス・オービターのHiRISEカメラも2007年2月にこの地域を観測しているが、クレーターの中には何も写っていなかった。
2015年1月16日、NASAのマーズ・リコネッサンス・オービター (MRO) の撮影した高解像度写真から、ビーグル2号の着陸場所が特定されたと発表された。それによれば太陽電池パネルの部分展開（4枚のうち2-3枚）までは行われており、降下・着陸シーケンスまでは正常に行われていたことが確認された。しかし太陽電池パネルを完全展開できなければ通信アンテナが使えないため、これが通信途絶の原因となったと考えられる。

## ESA及びイギリスによる審問報告書
2004年5月、ビーグル2号の審問委員会による報告書がESAとイギリスの科学大臣に提出された。当初、報告書の全文は守秘のために公表されなかったが、19項目の勧告の一覧は公表された。
ESAの科学部長であるデイビッド・サウスウッドは、失敗の原因について4つのシナリオを提示した。
2005年2月、庶民院の科学技術特別委員会のコメントを受け、報告書は一般に公表された。レスター大学は独自に失敗の原因について考察した報告書を「教訓」のパンフレットとともに公開した。

## フィクションの中のビーグル2号
ビーグル2号は、2007年の映画『トランスフォーマー』の中で、NASAのジェット推進研究所の火星探査車として描かれている。
Facebookアプリのゲーム『アサシン クリード プロジェクトレガシー』の第1章、ビーグル2号が詳細不明の組織や無所属のスパイの共同所有となっている。